# 소목과도
소목과도(小木果島)는 경상남도 남해군 미조면에 있는 섬이다. 특정도서로 지정하여 관리되고 있다.

## 특정도서
소목과도는 해식애, 해식동 등 지형경관적 가치가 우수하고, 가침박달의 남한계 라는 특성을 들어 독도 등 도서지역의 생태계보전에 관한 특별법에 의거 특정도서로 지정되었다.
- 지정번호 : 제135호
- 면적 : 3,570m2
- 지번 : 경상남도 남해군 미조면 미조리 산205